# دروغ‌یابی
دروغ‌یابی عبارت است از استفاده از فنون خاصی برای تشخیص این مطلب که آیا شخص دروغ می‌گوید یا خیر. آن دسته از فعالیت‌های بدنی که با استفاده از ضمیر خودآگاه قابل کنترل نیستند زیر نظر گرفته می‌شوند. معمولاً بدین صورت عمل می‌شود که سوالاتی را از فرد می‌پرسند که جواب آنها را می‌دانند، در کنار آن، سوالاتی از او می‌پرسند که جوابشان را نمی‌دانند و این دو دسته سؤال را باهم مقایسه می‌کنند.
انتقاداتی بر دروغ‌سنج وارد شده‌است و منتقدان گفته‌اند که این دستگاه از راهکارهای علمی استفاده نمی‌کند.